# Charles-François-Joseph Pisani de la Gaude

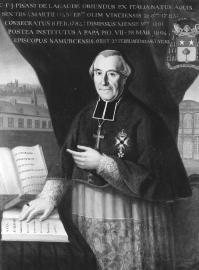
Mgr. Pisani de la Gaude.

Charles-François-Joseph Pisani de la Gaude (Aix-en-Provence, 14 maart 1743 - Namen, 23 februari 1826) was de 17e bisschop van het Zuid-Nederlandse bisdom Namen van 1804 tot aan zijn dood.

## Levensloop
Pisani de la Gaude was afkomstig van een Toscaanse adellijke familie waarvan een tak in de 15de eeuw naar de Provence was verhuisd. Hij was een zoon van Joseph-César de Pisani, raadsheer bij het Rekenhof, en van Catherine de Reboul de Lambert. Op 21-jarige leeftijd werd hij advocaat aan het Rekenhof van Aix-en-Provence waar hij zijn vader opvolgde. Onder invloed van zijn oom, De Reboul Lambert, die bisschop was van het bisdom Saint-Paul-Trois-Châteaux, besloot Pisani om priester te worden.
In 1773 werd hij priester gewijd en gedurende enige tijd bleef hij dit combineren met zijn ambt als magistraat. Na enkele jaren werd hij vicaris-generaal in het bisdom van zijn oom.

## Bisschop
In 1783 werd Pisani tot bisschop van Vence benoemd en werd hij op 8 februari 1784 gewijd. In 1791 werd hij door de revolutie verjaagd. Hij verbleef in ballingschap in Nice (1791-1792), Rome (1792-1794), Venetië (1794-1797), Pesaro (1797-1798), opnieuw Venetië (1798-1801) en Rome (1801-1802). Door het Concordaat van 1801 werd het bisdom Vence opgeheven en moest Pisani zijn ontslag aanbieden. Hij kwam naar Parijs, op zoek naar een nieuw bisdom.

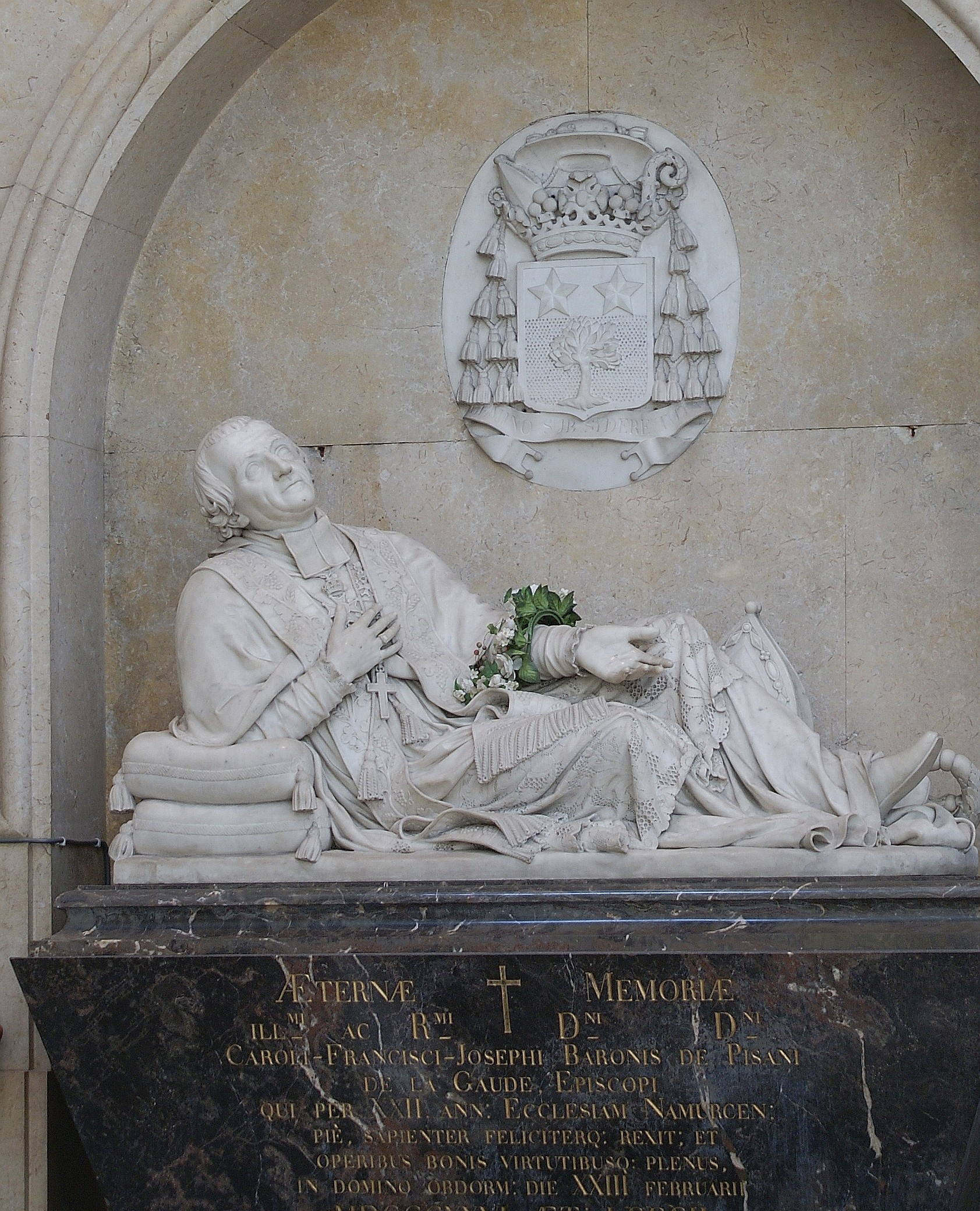
Grafmonument van Joseph Pisani de la Gaude, in de kathedraal van Namen, gemaakt door Philippe Parmentier.

## Bisschop van Namen
In 1803 verbleef Pisani in Parijs, waar hij de belofte kreeg dat hem opnieuw een bisdom zou worden toegewezen. Na het aftreden van Claude de Bexon in september 1803 was het bisdom Namen vacant. Het bisdom had zeer te lijden van de stevenisten die zich - onder leiding van de vroegere vicaris-generaal Cornelis Stevens - hadden afgescheurd van de Kerk. Paus Pius VII zocht daarom een ervaren bisschop en Pisani de la Gaude werd op 3 februari 1804 benoemd tot nieuwe bisschop van Namen. Hij arriveerde er op 12 augustus en op 15 augustus 1804 werd hij als bisschop geïntroniseerd.
Hij was zeer actief voor de reconstructie en de reorganisatie van zijn bisdom:
- Hij organiseerde nieuwe parochies.
- Hij deed een beroep op religieuze congregaties voor het onderwijs, onder wie Julie Billiart en haar nieuwe congregatie van de Sœurs de Notre-Dame.
- Hij deed een beroep op weldoeners voor het herstel van de kathedraal en plaatste hun namen op een marmerplaat.
- Hij richtte een nieuw bisschoppelijk paleis in.

In 1811 bevorderde Napoleon hem tot empirebaron.
Na Waterloo en het vertrek van Napoleon bleef Pisani nog tien jaar het bisdom Namen besturen. Hij slaagde erin Cornelius Stevens met de kerk te verzoenen, ook al bleven een aantal opposanten zich verder groeperen in de 'petite église'.
In 1819 werd hij, onder het Verenigd Koninkrijk der Nederlanden, ingelijfd in de adel met de titel baron.
Hij stierf aan een beroerte op 23 februari 1826.

## Referentie
- Fiche van Pisani op catholic-hierarchy.org

- Bibliothèque nationale de France: cb17774991c (data)
- Library of Congress Control Number: no2018105032
- Base Léonore: LH//2172/8
- Nederlandse Thesaurus van Auteursnamen: 072243481
- Virtual International Authority File: 290050413
- WorldCat: E39PBJrKMHwxP8QqqqDkxPdqQq